# Meaner Than Hell
Pour plus de détails, voir Fiche technique et Distribution.
Meaner Than Hell est un western américain écrit et réalisé par Edward M. Erdelac, sorti en 2009. Il met en vedettes dans les rôles principaux Alex Bakalarz, Jared Cohn et Thomas Crnkovich.

## Synopsis
Lucas « Tope » Mullins (Thomas Crnkovich), un chasseur de primes, traque Jakob « Picaro Gonnof » Baumberger (Jared Cohn) et son gang de hors-la-loi. Quand il les trouve rassemblés autour d’un feu de camp, il les tue tous, mais épargne la vie de « Picaro Gonnof », car ce dernier a effectué un hold-up sur un bateau-casino fluvial, et a caché son fabuleux butin (10 000 $) en un lieu connu de lui seul. Mullins, bien plus que la modeste prime sur la tête de Picaro (500 $), veut s'emparer du butin. Il doit donc ramener « Picaro Gonnof » vivant vers la civilisation. Mais cela suppose de survivre à une longue marche à travers un désert brûlé par le soleil, car les chevaux se sont enfuis lors de la fusillade, et d'échapper aux féroces Indiens qui rôdent, à la recherche de blancs à scalper.

## Distribution
- Alexander Bakalarz : Le soldat
- Jared Cohn : Jakob « Picaro Gonnoff » Baumberger
- Thomas Crnkovich : Lucas « Tope » Mullins
- Edward M. Erdelac : Chicken Stealin' Reb
- Daniel Evans : L’archer apache
- Ryan Gerossie : Skookum
- Maeis Hesmati : Le guerillero apache
- Elliott McMillan : Cicero Sugg
- Tom O’Connor : Church Step Corpse
- Johnathan Marc Olson : Chiricuhua jeune
- Abe Ruthless : Le Gleet
- Richard Sallee : Le chef Chiricahua
- Monique Saunders : La fille créole
- Robert Vertrees : Tiger DeSoto[3].

## Production
Le tournage a eu lieu au Bodie State Historic Park, en Californie, aux États-Unis. Le budget du film est estimé à 10 000 $ US. Il est sorti le 28 septembre 2009 aux États-Unis, son pays d’origine.

## Réception critique
Sur Once Upon a Time in a Western, Mark Franklin critique le film pour la pauvreté de la distribution (tout le film repose sur le duo de Crnkovich et Michaels) et l'invraisemblance des situations. Ainsi, Mullins continue de marcher et se battre avec une flèche dans la cuisse, une balle dans la poitrine et une autre dans le visage. Dans une autre scène, un soldat est partiellement scalpé et criblé de flèches, mais toujours en vie".